# Rogier van Salerno
Rogier van Salerno (? - 28 juni 1119) was tussen 1112 en 1119 regent over het vorstendom Antiochië.
Rogier was een zoon van Richard van Salerno (bijgenaamd prins-patriarch) en was een neef van Tancred, vorst van Galilea. Beiden vervulden een grote rol tijdens de Eerste Kruistocht. Toen Tancred in 1112 overleed, nam Rogier het regentschap van Antiochië over, totdat de nog jonge Bohemund II zover was om de volmacht over zijn vorstendom over te nemen.
Net als Tancred was Rogier tijdens zijn regeringstermijn constant in oorlog en conflict met de moslimstaten zoals Aleppo en Mosoel. In 1114 was er een grote aardbeving in de streek en vele forten waren daardoor ingestort. Rogier deed grote bijdragen aan het herbouwen van de forten en vestigingen, vooral die aan de grens van het vorstendom.
Rogier leidde diverse aanvallen in bij de Slag van Sarmin (1114) en de Slag van Tell Danith (1115). Samen met Jocelin I van Edessa wist Rogier genoeg druk uit te oefenen op de stad Aleppo, zodat hij een verbintenis aan moest gaan met Emir Ilghazi. In het jaar erna (1119) viel Ilghazi Antiochië binnen. Rogier wachtte niet meer op versterking en ging zijn opponent tegemoet met 700 ruiters en 3000 soldaten. De slag vond plaats bij Sarmada en zou bekendstaan als de Slag van Ager Sanguinis. Alle manschappen van Rogier werden afgeslacht, Rogier zelf kwam om het leven door een slag met een zwaard die dwars door zijn schouders en kin ging. Koning Boudewijn II van Jeruzalem nam vervolgens het regentschap van Antiochië op zich.